# UFC Japan
UFC Japan: Ultimate Japan (también conocido como UFC 15.5) fue un evento de artes marciales mixtas celebrado por Ultimate Fighting Championship el 21 de diciembre de 1997 en el Yokohama Arena ubicado en Yokohama, Japón.

## Historia
El evento contó con un torneo de peso pesado en el que participaron cuatro peleadores, la primera pelea de campeonato en la categoría de peso semipesado, un combate por el título de peso pesado, una Superfight y una disputa alternativa. Ultimate Japan 1 contó con la primera aparición en la organización de las leyendas del deporte Kazushi Sakuraba y Frank Shamrock.
En la transmisión televisiva se dio la primera aparición del ahora veterano locutor de UFC Mike Goldberg, quien reemplazó a Bruce Beck en esta faceta. Fue el primer evento en acompañar con música la entrada de cada peleador, cosa que no se repitió en la cartelera subsiguiente, UFC 16.

## Resultados
1. ↑  Por el Campeonato de Peso Pesado de UFC.
2. ↑  Debido a la temprana detención en su pelea anterior y dado que Tank Abbot estaba fuera de competencia, los organizadores decidieron que la revancha entre Silveira y Sakuraba serviría como la final del torneo de peso pesado.
3. ↑  Por el Campeonato de Peso Semipesado de UFC.
4. ↑  Se pensó que originalmente Silveira había noqueado a Sakuraba al minuto 1:51, pero resultó que el referí John McCarthy había detenido la pelea antes por error, con Sakuraba en buenas condiciones. Después de una protesta, se anuló el resultado.
5. ↑  Abbott no pudo continuar en el torneo debido a un fractura en la mano.

## Desarrollo
|  | Semifinales      | Semifinales      | Semifinales     |                 |                   | Final             | Final | Final |  |
|  |                  |                  |                 |                 |                   |                   |       |       |  |
|  |                  |                  |                 |                 |                   |                   |       |       |  |
|  | Tank Abbott      | Tank Abbott      | DEC             |                 |                   |                   |       |       |  |
|  | Tank Abbott      | Tank Abbott      | DEC             |                 |                   |                   |       |       |  |
|  | Yoji Anjo        | Yoji Anjo        | 15:00           |                 |                   |                   |       |       |  |
|  | Yoji Anjo        | Yoji Anjo        | 15:00           |                 | Kazushi Sakuraba1 | Kazushi Sakuraba1 | SUM   |       |  |
|  |                  |                  |                 |                 | Kazushi Sakuraba1 | Kazushi Sakuraba1 | SUM   |       |  |
|  |                  |                  | Marcus Silveira | Marcus Silveira | 3:44              |                   |       |       |  |
|  | Kazushi Sakuraba | Kazushi Sakuraba | Marcus Silveira | Marcus Silveira | 3:44              | SR                |       |       |  |
|  | Kazushi Sakuraba | Kazushi Sakuraba |                 |                 |                   | SR                |       |       |  |
|  | Marcus Silveira  | Marcus Silveira  | 1:51            |                 |                   |                   |       |       |  |
|  | Marcus Silveira  | Marcus Silveira  | 1:51            |                 |                   |                   |       |       |  |
|  |                  |                  |                 |                 |                   |                   |       |       |  |

1Debido al SR, y con Abbott fuera del torneo, los oficiales de UFC dictaminaron que una revancha entre Sakuraba y Silveira serviría como la final del torneo de peso pesado.